# Triết học về tôn giáo
Triết học về tôn giáo là "sự kiểm tra triết học về các chủ đề và khái niệm trung tâm liên quan đến truyền thống tôn giáo". Các cuộc thảo luận triết học về các chủ đề như vậy có từ thời cổ đại, và xuất hiện trong các văn bản được biết đến sớm nhất liên quan đến triết học. Lĩnh vực này liên quan đến nhiều ngành triết học khác, bao gồm siêu hình học, nhận thức luận và đạo đức.
Triết học về tôn giáo khác với triết học tôn giáo ở chỗ nó tìm cách thảo luận các câu hỏi liên quan đến bản chất của tôn giáo, thay vì xem xét các vấn đề do một hệ thống niềm tin cụ thể đưa ra. Nó có thể được thực hiện một cách không khoan nhượng bởi những người xác định là tín đồ hoặc người không tin.

## Tổng quan

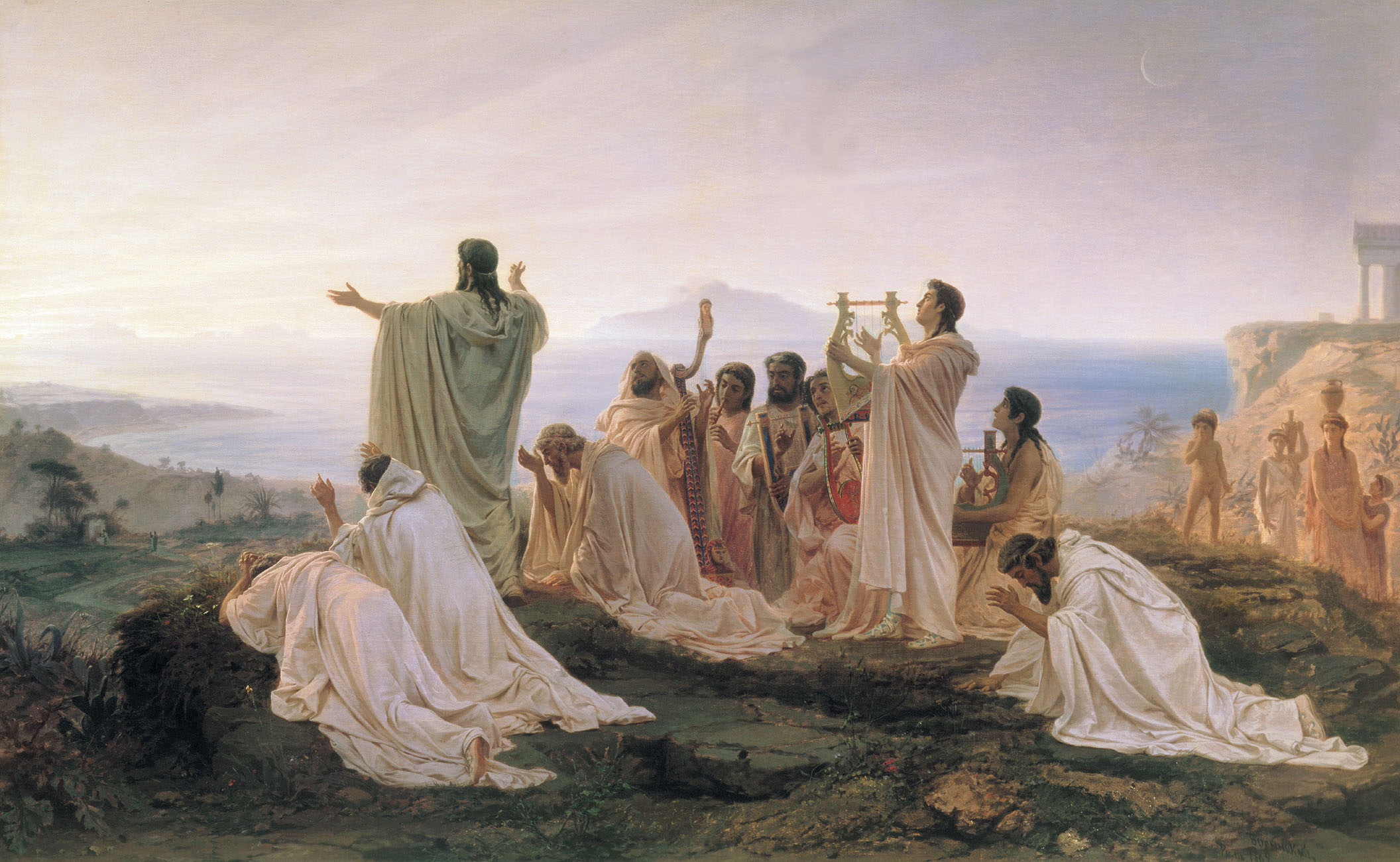
Pythagore ăn mừng mặt trời mọc (1869), tác phẩm của Fyodor Bronnikov. Pythagore là một ví dụ về triết học Hy Lạp cũng bao gồm các yếu tố tôn giáo.

Triết gia William L. Rowe đã mô tả triết học về tôn giáo là: "sự kiểm tra quan trọng về niềm tin và khái niệm tôn giáo cơ bản". Triết lý về tôn giáo bao gồm các niềm tin thay thế về Thiên Chúa (hoặc các vị thần), các loại kinh nghiệm tôn giáo, sự tương tác giữa khoa học và tôn giáo, bản chất và phạm vi của thiện và ác, và các phương pháp tôn giáo về sinh, lịch sử và cái chết. Lĩnh vực này cũng bao gồm ý nghĩa đạo đức của các cam kết tôn giáo, mối quan hệ giữa đức tin, lý trí, kinh nghiệm và truyền thống, các khái niệm về phép lạ, sự mặc khải thiêng liêng, huyền bí, sức mạnh và sự cứu rỗi.
Thuật ngữ triết học về tôn giáo không được sử dụng phổ biến ở phương Tây cho đến thế kỷ XIX, và hầu hết các tác phẩm triết học tiền hiện đại và đầu hiện đại bao gồm một chủ đề hỗn hợp các chủ đề tôn giáo và các câu hỏi triết học phi tôn giáo. Ở châu Á, các ví dụ bao gồm các văn bản như Upanishad của Ấn Độ giáo, các tác phẩm của Đạo giáo và Nho giáo và các văn bản Phật giáo. Các triết học Hy Lạp như chủ nghĩa Pythagore và chủ nghĩa khắc kỷ bao gồm các yếu tố tôn giáo và lý thuyết về các vị thần, và triết học thời Trung cổ chịu ảnh hưởng mạnh mẽ của ba tôn giáo khởi nguồn từ Abraham độc thần lớn. Trong thế giới phương Tây, các nhà triết học hiện đại ban đầu như Thomas Hobbes, John Locke và George Berkeley đã thảo luận về các chủ đề tôn giáo bên cạnh các vấn đề triết học thế tục.
Triết học của tôn giáo đã được phân biệt với thần học bằng cách chỉ ra rằng, đối với thần học, "những phản ánh phê phán của nó dựa trên niềm tin tôn giáo". Ngoài ra, "thần học chịu trách nhiệm trước một cơ quan khởi xướng suy nghĩ, nói và chứng kiến... [trong khi] triết học dựa trên những lý lẽ của nó dựa trên những bằng chứng vượt thời gian." 
Một số khía cạnh của triết học tôn giáo đã được coi là một phần của siêu hình học. Trong Siêu hình học của Aristotle, nguyên nhân tất yếu trước đó của chuyển động vĩnh cửu là một động lực bất di bất dịch, giống như đối tượng của ham muốn, hoặc của ý nghĩ, truyền cảm hứng cho chuyển động mà không bị di chuyển.  Tuy nhiên, ngày nay, các nhà triết học đã áp dụng thuật ngữ "triết học tôn giáo" cho chủ đề này, và thông thường nó được coi là một lĩnh vực chuyên môn riêng biệt, mặc dù nó vẫn được một số nhà triết học Công giáo đặc biệt coi là một phần của siêu hình học.